# Radical 158
Le radical 158, qui signifie le corps humain, est un des 20 des 214 radicaux chinois répertoriés dans le dictionnaire de Kangxi composés de sept traits.
Le caractère Unicode de 身 est 8EAB.

## Caractères avec le radical 158
| nombre de traits          | caractères           |
| ------------------------- | -------------------- |
| Sans trait supplémentaire | 身                   |
| 3 traits supplémentaires  | 躬                   |
| 4 traits supplémentaires  | 躭 躮 躯             |
| 5 traits supplémentaires  | 躰                   |
| 6 traits supplémentaires  | 躱 躲                |
| 7 traits supplémentaires  | 躳 躴 躵             |
| 8 traits supplémentaires  | 躶 躷 躸 躹 躺 躻 躼 |
| 9 traits supplémentaires  | 躽 躾                |
| 10 traits supplémentaires | 躿                   |
| 11 traits supplémentaires | 軀 軁                |
| 12 traits supplémentaires | 軂 軃 軄             |
| 13 traits supplémentaires | 軅 軆                |
| 14 traits supplémentaires | 軇                   |
| 17 traits supplémentaires | 軈                   |
| 20 traits supplémentaires | 軉                   |